# Halecium macrocephalum
Halecium macrocephalum is een hydroïdpoliep uit de familie Haleciidae. De poliep komt uit het geslacht Halecium. Halecium macrocephalum werd in 1877 voor het eerst wetenschappelijk beschreven door Allman. 